# Tronto
Der Tronto ist ein Fluss in Italien mit ungefähr 115 km Länge.

## Geographie
Der Tronto entspringt im Abruzzischen Apennin im Massiv der Monti della Laga an der Grenze der Regionen Latium und Abruzzen in einer Höhe von ungefähr 2400 m. Ab Accumoli in Latium fließt der Tronto entlang der alten römischen Handelsstraße Via Salaria (heute Staatsstraße SS 4 Via Salaria) und streift die Gebirgsorte Arquata, Acquasanta Terme und Mozzano. In Ascoli mündet dann der Fluss Castellano in den Tronto. Von Ancarano (bei Castel di Lama) bis zur Mündung in die Adria ist der Tronto gleichzeitig die natürliche Grenze zwischen den Abruzzen und den Marken.

## Geschichte
Bereits zur Römerzeit war der Tronto ein bedeutender Fluss zwischen Asculum und dem Hafengebiet rund um San Benedetto del Tronto. Er galt auch als Orientierungspunkt des damals noch schwer zu überwindenden Gebirgsgebiet der Salaria entlang. Der Grenzfluss zwischen den beiden Provinzen war auch schwer umkämpft im letzten Jahrhundert zwischen dem Königreich Italien und dem Kirchenstaat (heutige Marken). Die gut erhaltene Burgruine bei Civitella del Tronto erinnert noch heute an diese Zeit (kleines Museum in der Burg).

## Wirtschaft
War die Salaria und der Tronto von Ascoli zum Meer im Mittelalter der bedeutendste Handelsweg, so versanken sie in der Moderne an Bedeutungslosigkeit. Heute sind entlang dieses Handelsweges Industrie und Fabriken angesiedelt.

### Bedeutung als Verkehrsweg
Um nach Rom zu reisen, benutzen die Bewohner des Tronto-Tals heute die Autobahn über Teramo (Abruzzen), nur wer in Terni, Rieti und Norcia geschäftlich zu tun hat, benutzt den alten römischen Handelsweg Salaria.
In den letzten Jahren wurde dieser durch EU-Gelder geförderte Verbindungsweg über den Apennin ausgebaut, aber noch nicht fertiggestellt.